# 2003년 5월
| 2003년: 1월 · 2월 · 3월 · 4월 · 5월 · 6월 · 7월 · 8월 · 9월 · 10월 · 11월 · 12월 |

| <       | 2003년 5월 | 2003년 5월 | 2003년 5월 | 2003년 5월 | 2003년 5월 | >           |
| 일      | 월         | 화         | 수         | 목         | 금         | 토          |
|         |            |            |            | 1 4.1 갑술 | 2 을해     | 3 병자      |
| 4 정축  | 5 무인     | 6 기묘     | 7 경진     | 8 신사     | 9 임오     | 10 계미     |
| 11 갑신 | 12 을유    | 13 병술    | 14 정해    | 15 무자    | 16 기축    | 17 경인     |
| 18 신묘 | 19 임진    | 20 계사    | 21 갑오    | 22 을미    | 23 병신    | 24 정유     |
| 25 무술 | 26 기해    | 27 경자    | 28 신축    | 29 임인    | 30 계묘    | 31 5.1 갑진 |

| 편집하기 |

## 2003년5월 31일
- 프랑스 서북부지방에서 현지시간으로 오전 5시경 개기 일식이 관측되다.

## 2003년5월 25일
- 스페인에서 총선거가 실시되었다. 여당인 국민당이 마드리드를 위시한 주요 도시를 장악한 한편, 사회노동당이 10여 년 만에 캐스팅 보트를 확보하다.

## 2003년5월 17일
- 프랑스 도빌(fr)에서 G8 재무장관 회의가 개최되다.

## 2003년5월 16일
- 슬로바키아에서 유럽 연합 가입을 묻는 국민 투표가 실시되었다. 52.15%의 투표율에 92.46%의 찬성으로 가결되다.
- 모로코의 카사블랑카에서 5회 자살 폭탄 테러가 연달아 일어났다. 범인 14명 중 2명이 살아남아 체포되다.

## 2003년5월 14일
- 아르헨티나 대통령 선거에서 카를로스 메넴이 2차 투표에서 사퇴하여 자동적으로 네스토르 키르치네르가 당선되다. 취임은 25일이다.

## 2003년5월 12일
- 2002년에 종신형을 선고받은 프랑스의 연쇄 살인자 파트리스 알레그르(fr)에게 툴루즈 지역의 주요 인물이 연루된 추가 혐의가 발견되다.

## 2003년5월 9일
- 이 우주선은 2003년 5월 9일에 발사되다.

## 2003년5월 8일
- 콩고 민주 공화국 킨샤사에서 루붐바시로 가던 일류신 Il-76(ru) 형의 비행기가 추락하여 200여 명이 사상하다.

## 2003년5월 4일
- 4월 26일 발사된 소유스 우주선이 국제 우주 정거장에서 2명의 미국인 우주비행사와 1명의 러시아인 우주비행사를 태우고 귀환하다.

## 2003년5월 1일
- 조지 부시 미국 대통령이 항공모함 에이브러햄 링컨 호(en) 선상에서 이라크 전쟁에서의 주요 작전이 종료되었음을 선언하다.